# 군산중앙초등학교
군산중앙초등학교는 대한민국 전북특별자치도 군산시 중앙로2가에 있는 공립 초등학교이다.

## 학교 연혁
- 1907년 5월 13일 공립군산보통학교 개교(설립인가 4월 1일)
- 1911년 4월 1일 군산공립보통학교(4년제) 개칭
- 1921년 4월 1일 수업 년한(6년제) 인가
- 1932년 3월 31일 강당 준공(120평)
- 1938년 4월 1일 군산소화공립심상소학교로 개칭[1]
- 1938년 11월 3일 대정원 설치
- 1941년 4월 1일 군산소화공립국민학교로 개칭[2]
- 1945년 10월 31일 제7대 오진상 교장 부임(해방 후 최초)
- 1946년 8월 31일 군산중앙공립국민학교로 명칭 변경
- 1951년 11월 1일 교가 제정(작곡 황덕철, 작사 이병기)
- 1963년 3월 1일 야구부 창단
- 1974년 3월 1일 특수학급 인가
- 1984년 3월 1일 병설유치원 설립인가
- 1988년 6월 16일 자매결연학교 초청 방문(증산국민학교)
- 1989년 7월 18일 MBC 문화방송 녹화 방영(야! 일요일이다)
- 1989년 11월 23일 자매결연학교 초청 방문(칠보국민학교)
- 1992년 2월 7일 중앙동산 발간
- 1992년 4월 14일 학교급식 실시
- 1993년 4월 18일 강당 준공
- 1993년 9월 1일 여자농구부 창단(19명)
- 1994년 11월 16일 도서실 설치(2교실)
- 1996년 3월 1일 군산중앙초등학교로 명칭 변경[3]
- 2007년 5월 13일 중앙 개교100주년 기념식
- 2016년 9월 1일 제31대 강민석 교장 부임
- 2020년 2월 24일 제111회 졸업식 33명(총 31,967명)
- 2020년 3월 1일 11학급 편성(특수학급 1학급)

## 참고 자료
- 군산중앙초등학교 - 한국교육학술정보원 학교알리미